# Castellum Ennetach
El castellum Ennetach es un castellum fronterizo de época romana de la antigua línea del Danubio del limes germania superior-rético. Está ubicado como sitio arqueológico en una zona en su mayor parte sin edificar de Ennetach, un barrio de Mengen en el distrito administrativo de Sigmaringa en Baden-Wurtemberg.

## Posición
El castellum Ennetach formaba parte de una cadena de castella, con los que en la época de Claudio los romanos protegieron la “Donausüdstraße” y el mismo Danubio como parte de la frontera del norte del imperio. Ese confín no solo sirvió para proteger el imperio, sino también compuso una red de control político. Ennetach dentro de esa línea está situado en una posición geoestratégica favorable. Justo después de la población Scheer, el valle danubiano se amplia y tropieza con, viniendo del sur, la cuenca de la Ablach. A través del último llevaba una calzada romana hacia el área del Lago de Constanza. Además, se encontraba cerca de Arae Flaviae (Rottweil) que durante un tiempo fue primordial en la provincia de Germania superior, sobre todo a causa de la religión y la administración. En general, los límites muestran que el imperio romano tampoco se podía expandir hasta el infinito; más o menos hasta ahí podía avanzar como sistema político. El castellum Ennetach es destacable en el sentido de que formaba parte de una región fronteriza del Imperio romano, y ahí se puede observar bien cómo funcionaba la romanización, sobre todo que importante papel jugaba el ejército en ese tema.
En esa zona se construyó, sobre el “Ennetacher Berg”, el castellum militar. Hoy en día ese sitio se encuentra en los campos, al margen suroeste del municipio. Ya en tiempos anterior a los romanos ese lugar había sido provisto repetidamente de fortificaciones. Así, aquí también se comprobaron asentamientos de la Edad de Bronce y de la cultura de Hallstatt o La-Tène.

## Historia de la investigación
Para poder definir el radio del alcance y la intensidad del poder del Imperio romano sirven muy bien los hallazgos arqueológicos, ya que no hay muchas fuentes líterarias de ese tiempo. Y eso mismo también pasó en Ennetach. No existen fuentes literarias conocidas que traten solamente de ese castellum, por lo que el castellum fue encontrado por casualidad. Un asentamiento romano con presencia militar en la zona de Ennetach ya fue propuesto en el siglo XIX. En la ladera sobre la granja “Hipfelsberg” se descubrió en el año 1810 un “Weihestein” (pieza de piedra que alguien erige para un dios) en obsequio del dios Apollo Granus. La inscripción dice: APOLINI/GRANNO/ET NIMPH/IS. C. VIDIVS/IVLIVS PRO/SE ET SVIS/V. S. LLM.
Las excavaciones arqueológicas que fueron llevadas a cabo en los años 1850, 1888 y 1949/50, fueron, sin embargo, no sistemáticas y por eso no hubo resultados dignos de mención y tampoco hubo repercusión en la literatura técnica. Algunos hallazgos aislados dieron motivo para especulaciones pero nunca han sido seguidos. Aunque el castellum ya había sido tocado durante las excavaciones de 1850, el sitio cayó en el olvido.
En el año 1997 se realizó una localización a través de “Geländebegehung” (caminar con una máquina sobre el terreno) efectuada por voluntarios de la conservación de monumentos, que acumularon numerosos hallazgos del tiempo anterior a los Flavios. La certidumbre definitiva provocaron las excavaciones comenzados en el año 1998 del Landesdenkmalamt Baden-Wurtemberg.

## Castellum
Los primeros hallazgos provienen del tiempo de la conquista de la región subalpina en el marco de la expedición militar de los Alpes llevada a cabo por el emperador Augusto. Esa expedición no tenía nada que ver con la conquista de Germania, sino que sirvió para asegurar los caminos del avituallamiento hacía Galia. La construcción de la instalación militar sobre el “Ennetacher Berg” no se realizó hasta la época Claudia, posiblemente en los años 40-45 d. C. La utilización militar terminó después de la reducción y de la anticipación del limes a la línea del “Alblimes” en los primeros años del período de Domiciano. Ese sistema de una frontera edificatoria se prestó perfectamente para adelantar el confín cuando fuera necesario. Pero lo que hay que recordar es, que el limes no fue la defensa definitiva para el imperio. No tenía mucho aguante y además las tropas eran demasiadas lejos una a la otra. El objetivo de esos castella era asustar los enemigos y proteger todo el frontal extremo.
Al contrario que otros castella, ese tiene la forma de un triángulo.
Desde que las excavaciones fueron iniciadas de nuevo en el año 1998, cuatro fases de construcción del castellum han sido determinadas hasta ahora (2005). Una más se presume a causa de mediaciones geomagnéticas. Ya que están construidos uno encima del otro, no resulta fácil consignar la cronología y la duración de la ocupación de cada uno. Cuando no se hizo más uso de ellos, fueron destruidos sistemáticamente, muchas veces a través de fuego. No se sabe si esto pasó también con el castellum Ennetach, pero hasta ahora no existe ninguna marca.
Sobre las unidades que fueron estacionadas ahí, con el estado actual de la investigación, no se pueden tomar declaraciones fiables. A causa de los hallazgos se supone que se trataba de un conjunto de infantes, jinetes, arqueros y posiblemente también soldados de una legión. Todos los castella fueron solamente del tipo madera-suelo. Hasta ahora no se han podido comprobar edificios de piedra, como se encuentran frecuentemente en otros castella después de los tiempos revueltos del año de los cuatro emperadores. Debido a hallazgos numismáticos y a fragmentos de cerámica datables, la duración de la ocupación puede ser delimitada al período entre 40/45 y 70/75 d. C. Otra literatura especializada habla de una ocupación de 35 hasta 75 d. C. Lo que hay que considerar hablando de la numismática son las rutas de distribución. A veces la moneda circuló durante años. Entonces una encontrada ahí podría ser posterior a la fecha que pone.

### Fases de la construcción: A y B
Debido a la fase A se trata posiblemente del campo de construcción con una extensión de 0,5 ha, que fue rodeado por un sencillo foso (“Spitzgraben”). El castellum de la época de Claudio B se extiende sobre una superficie de alrededor de una hectárea. Tuvo un foso sencillo y un foso doble. El foso interior aún fue conservado con un ancho de 2,5-3m y con un fondo de 1,5 m debajo de una superficie cultivada. 

### Fase de la construcción: C
A principios del período Flavio se formó el castellum subsiguiente C que ocupa una superficie de aproximadamente 2 hectáreas. Fue rodeado por un sistema doble de fosos y blindado por un muro de madera-suelo de 2,5m de ancho. En la parte del castellum que va al Danubio se encontraron en total cinco torres. Además se descubrió un portón, flanqueado por dos torres, en el lado sudoeste del castellum. La anchura de ese portón ascendió a cuatro metros.
De la edificación en su interior solamente se conservan restos, en particular de un edificio de 22,5 m de longitud y un patio abierto con sótano cuyo uso es desconocido.

### Fase de la construcción: D
El castellum D posiblemente también se construyó en los primeros años de la dinastía Flavia y quizá fue ocupado hasta el período de Domiciano. Eso nos lo permite sospechar por una moneda de Domiciano del año 81. El campamento se extiende sobre una superficie de casi tres hectárea y fue protegido por dos fosos, cuyo ancho era de entre tres y cuatro metros.

### Fase de la construcción: E
Una posible fase F hasta ahora solamente ha sido localizada por mediciones geomagnéticos. En una distancia de ocho a diez metros al oeste del castellum D, esas investigaciones mostraron huellas de otros fosos. Aún falta la comprobación arqueológica.

## La influencia de la presencia de los soldados
Como ya he dicho antes, el papel de los soldados en las provincias fronterizas del Imperio romano era bastante importante. Si nos damos cuenta de que en los años investigados la mayoría de los soldados fue posicionado cerca de los confines y que vinieron de todo el reino, queda aún más claro. Trajeron costumbres diferentes, así ahí se creó una sociedad multicultural. Ellos dispusieron también de un poder adquisitivo enorme. Eso se notaba mucho en el comercio local y atraía a muchos comerciantes y artesanos que se asentaron cerca de los castella. El mercado y la producción prosperaban. Se evolucionó hacía una zona con una dinámica económica y social distinta. Eso seguramente también ocurrió así en el castellum de Ennetach.
Por lo demás, su presencia se advierte en cuanto a la religión. Trajeron varios tipos de fe. Sobre todo el culto al Emperador. Si la población de la región aceptase ese culto, eran bastante libres en lo que se refiere a la religión. Las religiones no fueron rivales, sino que se mezclaron.
Además, los soldados tenían muchas tareas más, por ejemplo fueron responsables de la construcción de carreteras, la integración de los peregrini al ejército.

## Vicus
El vicus, la aldea del castellum, no se encuentra en el picacho mismo, sino que se sitúa al pie del “Ennetacher Berg”, dentro del pueblo actual. Así, el vicus se orienta con el curso que obtenía la Abalch en la antigüedad y por eso ocupa un sitio de forma alargada y doblada. El hecho de que no se pudieran encontrar hallazgos anterior a época Flavia ahí es destacable. Eso significa que el inicio de la colonización no puede ser simultáneo con la presencia militar más temprana, si no no hubiera podido empezar hasta el año 70 d. C. Es posible que exista otro vicus, hasta ahora no detectado, de la época de Claudio y Nerón al oeste del castellum encima del altiplano. En ese lugar también encontraron unos hallazgos, pero esos pueden provenir del castellum ya conocido y durante los siglos llegaron hasta ahí por causa de la explotación agrícola.
Por otra parte, está asegurado que ese asentamiento civil acabó durante el tiempo de la crisis de la política exterior y la de la económica conectada con las ataques de los germanos alrededor del año 250 d. C. Con la retirada de los romanos hacía detrás del Donau-Iller-Rhein limes alrededor del año 260 d. C. se abandonó definitivamente. La investigación actual supone que las ofensivas fueron menos agresivas de lo que se pensaba. Pero mostró que la distribución lineal del ejército no fue adecuada para poder rechazar las ataques de los germanos.
También es notable un edificio que en el año 1962 fue excavado en parte y por los hallazgos pudo ser reconocido como ser probablemente el de las termas. Era muy común que esos hábitos cultos llegaran con los soldados. Al contrario de la cerámica, vidrio o huesos, material orgánico solamente se conserva en condiciones muy distintas. Debido a la ausencia de oxígeno en suelos húmedos a veces se encuentran textiles u objetos de piel y madera. También en otro lugar cerca del vicus hubo ese golpe de suerte. En el alcance del antiguo curso de un arroyo, probablemente de la Ablach, se conservaron restos de piel y de calzados del siglo 2 d. C. Esos hallazgos a lo mejor indican que ahí estaba ubicado un taller de zapatos dentro del vicus.
A finales del siglo XIX excavaron en el sur de Ennetach un vado con huellas romanas cruzando la Ablach de 3 metros de ancho y 1,20 metros de profundidad. Probablemente fue el cruce de la Vía romana en dirección a Mengen.
Y, particularmente, debido a la circunstancia de la edificación actual, el vicus nunca ha sido investigado ni sistemática ni completamente. Hay poco conocimiento sobre su extensión exacta o la estructura del asentamiento.

## Conservación de los hallazgos
Los hallazgos de la primera excavación se encuentran en la Provinzialrömischen Abteilung de la colección del Landesmuseum Württemberg. Los hallazgos de las excavaciones dentro del castellum a partir de 1998 se ubican en el Regierungspräsidium Tübingen – Archäologische Denkmalpflege, entre otros un cupido, montado sobre delfín; encontrado cerca del “Ennetacher Berg”; del siglo 1 d. C., como también en el Römermuseum Mengen-Ennetach.
El museo abrió sus puertas en 2001 y se encuentra en el centro de Ennetach. Lamentablemente el museo cerró hace poco. Del museo nace un sendero arqueológico de cinco kilómetros por todos los sitios relevantes de hallazgos. Por desgracia, a causa de la falta de piedra en la construcción, esos no están conservados en la superficie.

## Protección del patrimonio nacional
El castellum Ennetach y los monumentos mencionados están protegidos como monumento cultural según la ley de protección del patrimonio nacional del land Baden-Wurtemberg. Indagaciones están sujeta a autorización. Hallazgos por casualidad tienen que ser denunciadas al poder público.